# Книга (теорія графів)

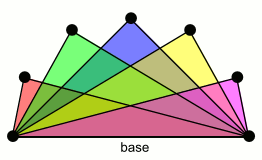
Книга трикутників

Книга (часто записується {\displaystyle B_{p}}) — будь-який з графів, який утворений з циклів, що мають спільне ребро.

## Варіації
Один вид, який можна назвати книгою чотирикутників, складається з p чотирикутників, що мають спільне ребро (відоме як «корінець» або «база» книги). Тобто це прямий добуток зірки і окремого ребра. 7-сторінкова книга цього типу є прикладом графу без гармонійної розмітки.
Другий вид, який можна назвати книгою трикутників або трикутною книгою, є повним двочастковим графом K1,1,p. Це граф, що складається з {\displaystyle p} трикутників, що мають спільне ребро. Книга цього типу є розщеплюваним графом. Цей граф можна також назвати {\displaystyle K_{e}(2,p)}. Книги трикутників утворюють один з ключових блоків реберно-досконалих графів.
Термін «граф-книга» використовувався для інших цілей. Так, Баріолі використовував його для графів, складених з довільних підграфів, що мають дві спільні вершини. (Баріолі для цих графів-книг не використовував позначення {\displaystyle B_{p}}.)

## Всередині більших графів
Якщо дано граф {\displaystyle G}, можна записати {\displaystyle bk(G)} для найбільшої книги (розглянутого типу), що міститься в {\displaystyle G}.

## Теореми про книги
Позначивши число Рамсея двох трикутних книг {\displaystyle r(B_{p},\ B_{q}).} Це найменше число {\displaystyle r}, таке, що для будь-якого графу з {\displaystyle r} вершинами або сам граф містить {\displaystyle B_{p}} як підграф, або його доповнення містить {\displaystyle B_{q}} як підграф.
- Якщо {\displaystyle 1\leqslant p\leqslant q}, то {\displaystyle r(B_{p},\ B_{q})=2q+3} (довели Руссо і Шихан).
- Існує стала {\displaystyle c=o(1)}, така, що {\displaystyle r(B_{p},\ B_{q})=2q+3}, коли {\displaystyle q\geqslant cp}.
- Якщо {\displaystyle p\leqslant q/6+o(q)} і {\displaystyle q} досить велике, число Рамсея задається формулою {\displaystyle 2q+3}.
- Нехай {\displaystyle C} — стала, і {\displaystyle k=Cn}. Тоді будь-який граф з {\displaystyle n} вершинами і {\displaystyle m} ребрами містить книгу трикутників {\displaystyle B_{k}}[6].

## Примітка
1. 1 2  Gallian, 1998, с. Dynamic Survey 6.
2. ↑  Shi, Song, 2007, с. 526—529.
3. ↑  Erdős, 1963, с. 156–160.
4. ↑  Maffray, 1992, с. 1–8.
5. ↑  Barioli, 1998, с. 11–31.
6. ↑  Erdős, 1962, с. 122—127.